# Eishockey-Weltmeisterschaft der U20-Junioren 2010
Die 34. Eishockey-Weltmeisterschaften der U20-Junioren der Internationalen Eishockey-Föderation IIHF waren die Eishockey-Weltmeisterschaften des Jahres 2010 in der Altersklasse der Unter-Zwanzigjährigen (U20). Insgesamt nahmen zwischen dem 12. Dezember 2009 und 10. Januar 2010 41 Nationalmannschaften an den sechs Turnieren der Top-Division sowie der Divisionen I bis III teil.
Der Weltmeister wurde zum zweiten Mal die Mannschaft der Vereinigten Staaten, die im Finale den Nachbarn aus Kanada in dessen Heimat mit 6:5 nach Verlängerung bezwingen konnte. Die deutsche Mannschaft konnte sich mit dem Sieg in der Gruppe A der Division I den direkten Wiederaufstieg in die Top-Division sichern, die Schweiz belegte den vierten Platz in der Top-Division und verbuchte damit eines ihrer besten Resultate. Österreich wurde Zehnter und Letzter in der Top-Division und stieg nach nur einem Jahr Zugehörigkeit wieder in die Division I ab.

## Teilnehmer, Austragungsorte und -zeiträume
- Top-Division: 26. Dezember 2009 bis 5. Januar 2010 in Saskatoon und Regina, Saskatchewan, Kanada
Teilnehmer:  Finnland,  Kanada (Titelverteidiger),  Lettland,  Österreich (Aufsteiger),  Russland,  Schweden,  Schweiz (Aufsteiger),  Slowakei,  Tschechien,  USA

- Division I
  - Gruppe A: 14. bis 20. Dezember 2009 in Megève und Saint-Gervais-les-Bains, Frankreich
Teilnehmer:  Dänemark,  Deutschland (Absteiger),  Frankreich,  Japan (Aufsteiger),  Slowenien,  Ukraine
  - Gruppe B: 14. bis 20. Dezember 2009 in Danzig, Polen
Teilnehmer:  Belarus,  Italien,  Kasachstan (Absteiger),  Kroatien (Aufsteiger),  Norwegen,  Polen

- Division II
  - Gruppe A: 13. bis 19. Dezember 2009 in Debrecen, Ungarn
Teilnehmer:  Volksrepublik China,  Großbritannien,  Mexiko,  Spanien,  Südkorea,  Ungarn (Absteiger)
  - Gruppe B: 12. bis 18. Dezember 2009 in Narva, Estland
Teilnehmer:  Belgien,  Estland (Absteiger),  Litauen,  Niederlande,  Rumänien,  Serbien

- Division III: 4. bis 10. Januar 2010 in Istanbul, Türkei
Teilnehmer:  Australien (erste Teilnahme seit 2008),  Bulgarien (erste Teilnahme seit 2008),  Island (erste Teilnahme seit 2008),  Neuseeland (erste Teilnahme seit 2008),  Nordkorea (erste Teilnahme seit 1993),  Republik China (Taiwan) (Neuling),  Türkei (erste Teilnahme seit 2008)

## Top-Division
Die U20-Weltmeisterschaft wurde vom 26. Dezember 2009 bis zum 5. Januar 2010 in den kanadischen Städten Saskatoon im Credit Union Centre (CUC) (14.705 Plätze) und in Regina im Brandt Centre (7.000 Plätze) ausgetragen. Das CUC wurde in Vorbereitung des Turniers umgebaut und erweitert, so dass die Kapazität von 11.310 auf 14.311 Plätze erhöht wurde. Zusätzlich wurden für das Turnier 1.000 temporäre Sitzplätze errichtet.
Am Turnier nahmen zehn Nationalmannschaften teil, die in zwei Gruppen zu je fünf Teams spielten. Die Vereinigten Staaten sorgten mit einem 6:5-Sieg in der Verlängerung über die zuletzt fünfmal erfolgreichen Kanadier für eine große Überraschung. Es war erst der zweite Weltmeistertitel der USA überhaupt. Der einzige Turniersieg zuvor datierte aus dem Jahr 2004.
| Gruppe A | Gruppe B   |
| Kanada   | Schweden   |
| Slowakei | Russland   |
| USA      | Tschechien |
| Lettland | Finnland   |
| Schweiz  | Österreich |

### Modus
Nach den Gruppenspielen der Vorrunde qualifizieren sich die beiden Gruppenersten direkt für das Halbfinale. Die Gruppenzweiten und -dritten bestreiten je ein Qualifikationsspiel zur Halbfinalteilnahme. Die Vierten und Fünften der Gruppenspiele bestreiten – bei Mitnahme des Ergebnisses der direkten Begegnung aus der Vorrunde – die Abstiegsrunde und ermitteln dabei zwei Absteiger in die Division I.

### Austragungsorte
| Saskatoon |

| Regina |

| Saskatoon |

| Regina |

### Vorrunde

#### Gruppe A
| 26. Dezember 2009 15:00 Uhr (Ortszeit) | 26. Dezember 2009 22:00 Uhr (MEZ) | Lettland | 0:16 (0:5, 0:6, 0:5) Spielbericht | Kanada G. Bourque (0:36) N. Kadri (4:22) G. Bourque (6:39) L. Adam (11:43) P. Cormier (17:52) J. Eberle (24:49) T. Hamonic (29:28) N. Kadri (30:26) B. Kozun (38:10) J. Eberle (39:40) A. Henrique (39:57) P. Cormier (41:33) B. McMillan (44:35) B. Kozun (49:19) G. Bourque (58:28) L. Adam (59:32) | Credit Union Centre, Saskatoon Zuschauer: 12.469 |

| 26. Dezember 2009 19:00 Uhr | 27. Dezember 2009 2:00 Uhr | Slowakei J. Gašparovič (2:15) M. Bakoš (5:33) R. Pánik (33:14) | 3:7 (2:1, 1:4, 0:2) Spielbericht | USA J. Carlson (9:34) J. Morin (22:50) D. Stepan (25:39) M. Donovan (26:36) D. Kristo (33:54) J. Schroeder (40:58) J. D’Amigo (46:34) | Credit Union Centre, Saskatoon Zuschauer: 11.318 |

| 27. Dezember 2009 15:00 Uhr | 27. Dezember 2009 22:00 Uhr | USA C. Kreider (25:57) M. Donovan (52:35) A. J. Jenks (56:36) | 3:0 (0:0, 1:0, 2:0) Spielbericht | Schweiz | Credit Union Centre, Saskatoon Zuschauer: 12.853 |

| 27. Dezember 2009 19:00 Uhr | 28. Dezember 2009 2:00 Uhr | Slowakei R. Pánik (0:33) R. Pánik (3:44) M. Viedenský (5:31) T. Tatar (13:14) J. Gašparovič (17:06) M. Rais (29:34) T. Tatar (33:00) R. Illo (49:48) | 8:3 (5:0, 2:2, 1:1) Spielbericht | Lettland M. Lipsbergs (33:27) R. Bukarts (34:21) R. Bukarts (50:44) | Credit Union Centre, Saskatoon Zuschauer: 12.648 |

| 28. Dezember 2009 15:00 Uhr | 28. Dezember 2009 22:00 Uhr | Kanada B. McMillan (0:23) A. Pietrangelo (8:14) N. Kadri (21:06) J. Eberle (21:26) B. McMillan (23:42) B. McMillan (59:23) | 6:0 (2:0, 3:0, 1:0) Spielbericht | Schweiz | Credit Union Centre, Saskatoon Zuschauer: 13.301 |

| 29. Dezember 2009 15:00 Uhr | 29. Dezember 2009 22:00 Uhr | Lettland G. Kauss (27:00) | 1:12 (0:6, 1:1, 0:5) Spielbericht | USA D. Kristo (2:30) J. Zucker (9:40) D. Kristo (11:12) A. J. Jenks (14:40) C. Kreider (19:02) T. Johnson (19:38) C. Kreider (29:38) D. Stepan (41:22) J. Zucker (47:49) D. Stepan (49:42) C. Kreider (58:46) J. Morin (59:30) | Credit Union Centre, Saskatoon Zuschauer: 11.494 |

| 29. Dezember 2009 19:00 Uhr | 30. Dezember 2009 2:00 Uhr | Kanada T. Hall (7:18) A. Pietrangelo (7:39) T. Hall (10:43) L. Adam (25:08) R. Ellis (33:20) T. Hall (37:42) B. Schenn (38:39) S. Della Rovere (52:41) | 8:2 (3:0, 4:1, 1:1) Spielbericht | Slowakei R. Pánik (37:25) M. Bakoš (53:43) | Credit Union Centre, Saskatoon Zuschauer: 13.232 |

| 30. Dezember 2009 15:00 Uhr | 30. Dezember 2009 22:00 Uhr | Schweiz B. Antonietti (2:40) J. Füglister (4:59) R. Josi (24:26) N. Niederreiter (44:42) T. Weber (45:26) R. McGregor (48:53) M. Jörg (54:32) | 7:5 (2:3, 1:1, 4:1) Spielbericht | Lettland R. Ķēniņš (6:15) R. Ķēniņš (9:24) R. Bukarts (10:58) R. Vīgners (26:29) R. Bukarts (54:56) | Credit Union Centre, Saskatoon Zuschauer: 13.193 |

| 31. Dezember 2009 15:00 Uhr | 31. Dezember 2009 22:00 Uhr | Schweiz N. Niederreiter (27:27) N. Niederreiter (47:33) T. Scherwey (56:08) M. Jörg (57:33) | 4:1 (0:0, 1:0, 3:1) Spielbericht | Slowakei R. Pánik (53:02) | Credit Union Centre, Saskatoon Zuschauer: 13.177 |

| 31. Dezember 2009 19:00 Uhr | 1. Januar 2010 2:00 Uhr | USA P. McRae (3:40) J. Schroeder (27:08) T. Johnson (39:49) D. Kristo (41:01) | 4:5 n. P. (1:1, 2:1, 1:2, 0:0, 0:1) Spielbericht | Kanada S. Della Rovere (2:03) J. Eberle (31:15) J. Eberle (50:03) A. Pietrangelo (55:45) B. Kozun (PS) | Credit Union Centre, Saskatoon Zuschauer: 15.171 |

| Pl. |          | Sp | S | OTS | OTN | N | Tore  | Punkte |
| 1.  | Kanada   | 4  | 3 | 1   | 0   | 0 | 35:06 | 11     |
| 2.  | USA      | 4  | 3 | 0   | 1   | 0 | 26:09 | 10     |
| 3.  | Schweiz  | 3  | 2 | 0   | 0   | 2 | 11:15 | 6      |
| 4.  | Slowakei | 4  | 1 | 0   | 0   | 3 | 14:22 | 3      |
| 5.  | Lettland | 4  | 0 | 0   | 0   | 4 | 09:43 | 0      |

Abkürzungen: Pl. = Platz, Sp = Spiele, S = Siege, OTS = Siege nach Verlängerung (Overtime) oder Penaltyschießen, OTN = Niederlagen nach Verlängerung oder Penaltyschießen, N = Niederlagen

Erläuterungen: Halbfinalqualifikant, Viertelfinalqualifikant, Abstiegsrundenqualifikant

#### Gruppe B
| 26. Dezember 2009 13:00 Uhr | 26. Dezember 2009 20:00 Uhr | Tschechien J. Káňa (25:01) | 1:10 (0:4, 1:2, 0:4) Spielbericht | Schweden A. Petersson (7:42) A. Rödin (15:20) M. Tedenby (17:25) A. Lander (19:05) M. Pääjärvi-Svensson (22:34) C. Klingberg (25:22) T. Erixon (40:51) A. Lander (43:00) J. Silfverberg (51:21) A. Larsson (54:08) | Brandt Centre, Regina Zuschauer: 5.191 |

| 26. Dezember 2009 17:00 Uhr | 27. Dezember 2009 0:00 Uhr | Russland M. Trunjow (1:58) M. Tschudinow (14:32) J. Kusnezow (18:26) W. Tarassenko (19:54) J. Kusnezow (26:20) K. Petrow (52:00) | 6:2 (4:1, 1:1, 1:0) Spielbericht | Österreich K. Komarek (11:38) N. Hartl (30:50) | Brandt Centre, Regina Zuschauer: 4.990 |

| 27. Dezember 2009 13:00 Uhr | 27. Dezember 2009 20:00 Uhr | Österreich A. Pallestrang (26:54) D. Heinrich (36:41) K. Komarek (38:13) | 3:7 (0:2, 3:2, 0:3) Spielbericht | Schweden J. Josefson (0:41) O. Ekman Larsson (18:36) A. Rödin (22:41) A. Rödin (39:47) M. Ekholm (53:33) A. Petersson (58:12) O. Ekman Larsson (59:22) | Brandt Centre, Regina Zuschauer: 5.025 |

| 27. Dezember 2009 17:00 Uhr | 28. Dezember 2009 0:00 Uhr | Tschechien T. Kubalík (12:23) J. Káňa (16:01) R. Horák (27:53) | 3:4 (2:0, 1:1, 0:3) Spielbericht | Finnland T. Hartikainen (37:13) S. Vatanen (43:40) S. Vatanen (54:46) J. Rask (57:48) | Brandt Centre, Regina Zuschauer: 5.572 |

| 28. Dezember 2009 17:00 Uhr | 29. Dezember 2009 0:00 Uhr | Finnland | 0:2 (0:1, 0:1, 0:0) Spielbericht | Russland P. Chochrjakow (6:51) N. Filatow (29:16) | Brandt Centre, Regina Zuschauer: 5.675 |

| 29. Dezember 2009 13:00 Uhr | 29. Dezember 2009 20:00 Uhr | Österreich D. Heinrich (15:38) | 1:7 (1:1, 0:3, 0:3) Spielbericht | Tschechien T. Knotek (14:21) Š. Novotný (23:27) V. Roth (31:58) A. Nestrašil (39:53) T. Kubalík (49:40) R. Kousal (51:40) D. Ostřížek (56:25) | Brandt Centre, Regina Zuschauer: 5.334 |

| 29. Dezember 2009 17:00 Uhr | 30. Dezember 2009 0:00 Uhr | Schweden A. Petersson (3:32) M. Pääjärvi-Svensson (7:24) A. Petersson (38:03) D. Brodin (45:30) | 4:1 (2:0, 1:1, 1:0) Spielbericht | Russland K. Petrow (31:29) | Brandt Centre, Regina Zuschauer: 6.234 |

| 30. Dezember 2009 13:00 Uhr | 30. Dezember 2009 20:00 Uhr | Finnland J. Rask (0:58) J. Lajunen (2:04) M. Granlund (5:48) A. Laakso (7:37) T. Rajala (11:07) J. Niemi (29:28) T. Hartikainen (32:17) J. Niemi (39:39) M. Sointu (50:56) E. Elo (51:31) | 10:1 (5:0, 3:1, 2:0) Spielbericht | Österreich K. Komarek (35:26) | Brandt Centre, Regina Zuschauer: 5.193 |

| 31. Dezember 2009 13:00 Uhr | 31. Dezember 2009 20:00 Uhr | Schweden A. Petersson (16:52) D. Rasmussen (25:24) M. Tedenby (30:44) J. Josefson (39:52) M. Pääjärvi-Svensson (41:12) J. Josefson (52:53) M. Johansson (58:54) | 7:1 (1:0, 3:0, 3:1) Spielbericht | Finnland T. Hartikainen (42:39) | Brandt Centre, Regina Zuschauer: 5.145 |

| 31. Dezember 2009 17:00 Uhr | 1. Januar 2010 0:00 Uhr | Russland W. Tarassenko (6:46) K. Petrow (32:01) W. Tarassenko (54:53) M. Tschudinow (58:48) A. Burmistrow (59:19) | 5:2 (1:0, 1:1, 3:1) Spielbericht | Tschechien J. Káňa (36:30) Š. Novotný (54:01) | Brandt Centre, Regina Zuschauer: 5.293 |

| Pl. |            | Sp | S | OTS | OTN | N | Tore  | Punkte |
| 1.  | Schweden   | 4  | 4 | 0   | 0   | 0 | 28:06 | 12     |
| 2.  | Russland   | 4  | 3 | 0   | 0   | 1 | 14:08 | 9      |
| 3.  | Finnland   | 4  | 2 | 0   | 0   | 2 | 15:13 | 6      |
| 4.  | Tschechien | 4  | 1 | 0   | 0   | 3 | 13:20 | 3      |
| 5.  | Österreich | 4  | 0 | 0   | 0   | 4 | 07:30 | 0      |

Abkürzungen: Pl. = Platz, Sp = Spiele, S = Siege, OTS = Siege nach Verlängerung (Overtime) oder Penaltyschießen, OTN = Niederlagen nach Verlängerung oder Penaltyschießen, N = Niederlagen

Erläuterungen: Halbfinalqualifikant, Viertelfinalqualifikant, Abstiegsrundenqualifikant

### Abstiegsrunde
| 2. Januar 2010 12:00 Uhr (Ortszeit) | 2. Januar 2010 19:00 Uhr (MEZ) | Slowakei T. Tatar (6:47) R. Pánik (14:34) A. Šťastný (40:27) | 3:2 (2:0, 0:2, 1:0) Spielbericht | Österreich A. Kristler (22:30) D. Heinrich (33:09) | Credit Union Centre, Saskatoon Zuschauer: 8.634 |

| 3. Januar 2010 12:00 Uhr | 3. Januar 2010 19:00 Uhr | Tschechien T. Knotek (2:29) D. Ostřížek (3:31) Š. Novotný (14:44) M. Poletín (18:50) J. Káňa (19:25) T. Knotek (25:45) R. Kousal (38:18) J. Jeřábek (43:08) T. Kubalík (53:38) T. Knotek (58:52) | 10:2 (5:0, 2:2, 3:0) Spielbericht | Lettland R. Vilkoits (22:57) R. Vilkoits (33:23) | Credit Union Centre, Saskatoon Zuschauer: 8.294 |

| 4. Januar 2010 12:00 Uhr | 4. Januar 2010 19:00 Uhr | Tschechien V. Roth (9:55) J. Kovář (30:19) J. Kovář (36:45) T. Kubalík (38:12) J. Kovář (55:44) | 5:2 (1:1, 3:1, 1:0) Spielbericht | Slowakei R. Illo (7:48) S. Mlynarovič (36:08) | Credit Union Centre, Saskatoon Zuschauer: 6.221 |

| 4. Januar 2010 16:00 Uhr | 4. Januar 2010 23:00 Uhr | Österreich K. Komarek (7:50) A. Kristler (21:18) K. Komarek (25:36) M. Unterweger (53:28) | 4:6 (1:4, 2:0, 1:2) Spielbericht | Lettland R. Bukarts (6:14) G. Skvorcovs (12:42) R. Maziņš (12:59) R. Bukarts (14:01) M. Indrašis (48:55) R. Maziņš (51:16) | Credit Union Centre, Saskatoon Zuschauer: 7.238 |

| Pl. |            | Sp | S | OTS | OTN | N | Tore  | Punkte |
| 1.  | Tschechien | 3  | 3 | 0   | 0   | 0 | 22:05 | 9      |
| 2.  | Slowakei   | 3  | 2 | 0   | 0   | 1 | 13:10 | 6      |
| 3.  | Lettland   | 3  | 1 | 0   | 0   | 2 | 11:22 | 3      |
| 4.  | Österreich | 3  | 0 | 0   | 0   | 3 | 07:16 | 0      |

Anmerkung: Die Vorrundenspiele  Slowakei –  Lettland (8:3) und  Österreich –  Tschechien (1:7) sind in die Tabelle eingerechnet.

Abkürzungen: Pl. = Platz, Sp = Spiele, S = Siege, OTS = Siege nach Verlängerung (Overtime) oder Penaltyschießen, OTN = Niederlagen nach Verlängerung oder Penaltyschießen, N = Niederlagen

Erläuterungen: Absteiger in die Division I

### Finalrunde
|  | Viertelfinale    | Viertelfinale | Viertelfinale |    |          | Halbfinale | Halbfinale | Halbfinale |    |          | Finale           | Finale           | Finale           |
|  |                  |               |               |    |          |            |            |            |    |          |                  |                  |                  |
|  |                  |               |               |    |          | A1         | Kanada     | 6          |    |          |                  |                  |                  |
|  | B2               | Russland      | 2             |    |          | A3         | Schweiz    | 1          |    |          |                  |                  |                  |
|  | A3               | Schweiz       | 3             |    |          |            |            |            |    | A1       | Kanada           | 5                |                  |
|  |                  |               |               |    | A2       | USA        | 6          |            |    |          |                  |                  |                  |
|  |                  |               |               | B1 | Schweden | 2          |            |            |    |          |                  |                  |                  |
|  | A2               | USA           | 6             |    |          | A2         | USA        | 5          |    |          | Spiel um Platz 3 | Spiel um Platz 3 | Spiel um Platz 3 |
|  | B3               | Finnland      | 2             |    |          |            |            |            | B1 | Schweden | 11               |                  |                  |
|  |                  |               |               | A3 | Schweiz  | 4          |            |            |    |          |                  |                  |                  |
|  |                  |               |               |    |          |            |            |            |    |          |                  |                  |                  |
|  | Spiel um Platz 5 |               |               |    |          |            |            |            |    |          |                  |                  |                  |
|  | B2               | Russland      | 3             |    |          |            |            |            |    |          |                  |                  |                  |
|  | B3               | Finnland      | 4             |    |          |            |            |            |    |          |                  |                  |                  |

#### Viertelfinale
| 2. Januar 2010 16:00 Uhr (Ortszeit) | 2. Januar 2010 23:00 Uhr (MEZ) | Russland W. Tarassenko (38:44) K. Petrow (39:00) | 2:3 n. V. (0:0, 2:1, 0:1, 0:1) Spielbericht | Schweiz M. Loichat (28:25) N. Niederreiter (59:27) N. Niederreiter (69:46) | Credit Union Centre, Saskatoon Zuschauer: 12.278 |

| 2. Januar 2010 20:00 Uhr | 3. Januar 2010 3:00 Uhr | USA K. Palmieri (2:14) M. Donovan (6:34) J. D’Amigo (32:51) C. Kreider (42:05) J. D’Amigo (59:07) D. Kristo (59:16) | 6:2 (2:0, 1:1, 3:1) Spielbericht | Finnland E. Elo (35:17) I. Pakarinen (54:31) | Credit Union Centre, Saskatoon Zuschauer: 12.701 |

#### Spiel um Platz 5
| 4. Januar 2010 20:00 Uhr | 5. Januar 2010 3:00 Uhr | Russland M. Trunjow (5:36) A. Burmistrow (19:37) A. Burmistrow (51:07) | 3:4 (2:1, 0:1, 1:2) Spielbericht | Finnland T. Eronen (16:08) P. Jormakka (38:32) J. Niemi (46:14) T. Hartikainen (54:02) | Credit Union Centre, Saskatoon Zuschauer: 11.214 |

#### Halbfinale
| 3. Januar 2010 16:00 Uhr | 3. Januar 2010 23:00 Uhr | Kanada J. Eberle (3:48) M. Scandella (27:26) T. Hall (29:11) B. Schenn (42:56) S. Della Rovere (56:41) T. Hall (57:09) | 6:1 (1:0, 2:1, 3:0) Spielbericht | Schweiz M. Jörg (32:27) | Credit Union Centre, Saskatoon Zuschauer: 13.427 |

| 3. Januar 2010 20:00 Uhr | 4. Januar 2010 3:00 Uhr | Schweden A. Lander (24:17) A. Lander (32:17) | 2:5 (0:1, 2:1, 0:3) Spielbericht | USA T. Johnson (1:24) J. D’Amigo (35:06) J. Carlson (52:34) J. D’Amigo (55:32) A. J. Jenks (59:05) | Credit Union Centre, Saskatoon Zuschauer: 12.137 |

#### Spiel um Platz 3
| 5. Januar 2010 15:00 Uhr | 5. Januar 2010 22:00 Uhr | Schweden D. Rasmussen (3:59) D. Rundblad (11:44) A. Petersson (14:32) A. Petersson (18:50) M. Tedenby (19:04) J. Silfverberg (23:17) D. Brodin (23:56) J. Silfverberg (30:05) D. Brodin (33:50) A. Petersson (38:40) D. Rundblad (53:37) | 11:4 (5:0, 5:4, 1:0) Spielbericht | Schweiz M. Loichat (26:30) D. Schlumpf (35:44) J. Füglister (35:55) N. Niederreiter (37:51) | Credit Union Centre, Saskatoon Zuschauer: 12.121 |

#### Finale
| 5. Januar 2010 19:00 Uhr | 6. Januar 2010 2:00 Uhr | Kanada L. Adam (2:40) G. Nemisz (16:03) T. Hall (23:56) J. Eberle (57:11) J. Eberle (58:25) | 5:6 n. V. (2:2, 1:1, 2:2, 0:1) Spielbericht | USA C. Kreider (13:56) J. Schroeder (14:32) J. Carlson (21:03) J. D’Amigo (44:12) D. Stepan (46:23) J. Carlson (64:31) | Credit Union Centre, Saskatoon Zuschauer: 15.171 |

### Statistik

#### Beste Scorer
Abkürzungen: GP = Spiele, G = Tore, A = Assists, Pts = Punkte, +/− = Plus/Minus, PIM = Strafminuten; Fett: Turnierbestwert
| Spieler                  | Team     | GP | G | A  | Pts | +/− | PIM |
| ------------------------ | -------- | -- | - | -- | --- | --- | --- |
| Derek Stepan             | USA      | 7  | 4 | 10 | 14  | +9  | 4   |
| Jordan Eberle            | Kanada   | 6  | 8 | 5  | 13  | +3  | 4   |
| Taylor Hall              | Kanada   | 6  | 6 | 6  | 12  | +3  | 0   |
| Jerry D’Amigo            | USA      | 7  | 6 | 6  | 12  | +7  | 0   |
| Alex Pietrangelo         | Kanada   | 6  | 3 | 9  | 12  | +9  | 14  |
| André Petersson          | Schweden | 6  | 8 | 3  | 11  | +8  | 4   |
| Nino Niederreiter        | Schweiz  | 7  | 6 | 4  | 10  | −2  | 10  |
| Kirill Petrow            | Russland | 6  | 4 | 6  | 10  | +7  | 6   |
| Magnus Pääjärvi-Svensson | Schweden | 6  | 3 | 7  | 10  | +6  | 2   |
| Anton Rödin              | Schweden | 6  | 3 | 7  | 10  | +4  | 2   |

#### Beste Torhüter
Abkürzungen: GP = Spiele, TOI = Eiszeit (in Minuten), GA = Gegentore, SO = Shutouts, Sv% = gehaltene Schüsse (in %), GAA = Gegentorschnitt; Fett: Turnierbestwert
| Spieler         | Team     | GP | TOI    | GA | SO | Sv%   | GAA  |
| --------------- | -------- | -- | ------ | -- | -- | ----- | ---- |
| Igor Bobkow     | Russland | 6  | 343:05 | 14 | 1  | 93,00 | 2,45 |
| Jacob Markström | Schweden | 5  | 298:50 | 11 | 0  | 92,72 | 2,21 |
| Mike Lee        | USA      | 5  | 263:56 | 11 | 0  | 90,76 | 2,50 |
| Jake Allen      | Kanada   | 5  | 291:23 | 10 | 2  | 90,20 | 2,06 |
| Benjamin Conz   | Schweiz  | 7  | 428:10 | 34 | 0  | 89,31 | 4,76 |

### Abschlussplatzierungen
| Pl. | Team       |
| --- | ---------- |
| 1   | USA        |
| 2   | Kanada     |
| 3   | Schweden   |
| 4   | Schweiz    |
| 5   | Finnland   |
| 6   | Russland   |
| 7   | Tschechien |
| 8   | Slowakei   |
| 9   | Lettland   |
| 10  | Österreich |

### Titel, Auf- und Abstieg
| Weltmeister USA | Ryan Bourque, Jack Campbell, John Carlson, Jerry D’Amigo, Matt Donovan, Cam Fowler, Jake Gardiner, A. J. Jenks, Tyler Johnson, Chris Kreider, Danny Kristo, Brian Lashoff, Mike Lee, Philip McRae, Jeremy Morin, John Ramage, Kyle Palmieri, Jordan Schroeder, Derek Stepan, Luke Walker, David Warsofsky, Jason Zucker Trainer: Dean Blais |

| Silber Kanada | Luke Adam, Jake Allen, Gabriel Bourque, Jordan Caron, Patrice Cormier, Jared Cowen, Stefan Della Rovere, Jordan Eberle, Ryan Ellis, Calvin de Haan, Taylor Hall, Travis Hamonic, Adam Henrique, Martin Jones, Nazem Kadri, Brandon Kozun, Brandon McMillan, Greg Nemisz, Alex Pietrangelo, Marco Scandella, Brayden Schenn, Colten Teubert Trainer: Willie Desjardins |

| Bronze Schweden | Peter Andersson, Daniel Brodin, Mattias Ekholm, Oliver Ekman Larsson, Tim Erixon, Marcus Johansson, Jacob Josefson, Lukas Kilström, Carl Klingberg, Marcus Krüger, Anton Lander, Adam Larsson, Martin Lundberg, Jacob Markström, Anders Nilsson, Magnus Pääjärvi-Svensson, André Petersson, Dennis Rasmussen, Anton Rödin, David Rundblad, Jakob Silfverberg, Mattias Tedenby Trainer: Pär Mårts |

| Absteiger in die Division I:    | Lettland, Österreich  |
| Aufsteiger in die Top-Division: | Deutschland, Norwegen |

### Auszeichnungen
Spielertrophäen
| Auszeichnung         | Spieler          | Team    |
| -------------------- | ---------------- | ------- |
| Wertvollster Spieler | Jordan Eberle    | Kanada  |
| Bester Torhüter      | Benjamin Conz    | Schweiz |
| Bester Verteidiger   | Alex Pietrangelo | Kanada  |
| Bester Stürmer       | Jordan Eberle    | Kanada  |

All-Star-Team
| Angriff:      | Nino Niederreiter – Derek Stepan – Jordan Eberle |
| Verteidigung: | Alex Pietrangelo – John Carlson                  |
| Tor:          | Benjamin Conz                                    |

## Division I

### Gruppe A in Megève und Saint-Gervais-les-Bains, Frankreich
Die Weltmeisterschaft der Gruppe A in der Division I wurde vom 14. bis zum 20. Dezember 2009 in Megève und Saint-Gervais-les-Bains in Frankreich ausgetragen. Die Spiele fanden im Palais des Sports de Megève mit 2.900 Plätzen und in der Patinoire Municipale de Saint-Gervais mit 1.800 Plätzen statt.
Der deutschen U20-Nationalmannschaft gelang ungeschlagen den Wiederaufstieg in die Top-Division, nachdem man im entscheidenden letzten Gruppenspiel gegen Dänemark gewinnen konnte. Als Absteiger in die Division II gingen die gastgebenden Franzosen aus dem Turnier hervor. Als bester Torhüter wurde der Däne Nikolaj Nørbak ausgezeichnet. Weitere Auszeichnungen erhielten der dänische Verteidiger Markus Lauridsen und der deutsche Stürmer Jerome Flaake. Die Scorerliste führte der Däne Alexander Jensen mit neun Punkten an.
| 14. Dezember 2009 14:30 Uhr | Slowenien | 0:3 (0:0, 0:0, 0:3) Spielbericht | Dänemark P. Bjorkstrand (42:26) S. Christiansen (52:45) S. Grønvaldt (55:35) | Patinoire Municipale, Saint-Gervais Zuschauer: 685 |

| 14. Dezember 2009 20:00 Uhr | Ukraine O. Sadojenko (7:06) W. Hawryk (27:44) M. Buzenko (35:05) | 3:6 (1:1, 2:1, 0:4) Spielbericht | Frankreich R. Papa (14:11) T. Perez (31:13) R. Gaborit (50:33) C. Bertrand (50:44) C. Crossman (56:23) N. Arrossamena (58:47) | Patinoire Municipale, Saint-Gervais Zuschauer: 495 |

| 14. Dezember 2009 20:00 Uhr | Japan | 0:9 (0:4, 0:3, 0:2) Spielbericht | Deutschland P. Riefers (2:19) M. Höfflin (4:01) N. Hauner (15:44) M. Höfflin (16:45) R. Wagner (23:06) J. Flaake (27:32) M. Höfflin (28:49) F. Strobl (58:45) T. Rieder (59:20) | Palais de Sports, Megève Zuschauer: 75 |

| 15. Dezember 2009 14:30 Uhr | Deutschland J. Flaake (15:00) S. Fischhaber (44:16) P. Riefers (45:00) D. Weiß (45:14) T. Rieder (46:18) L. Braun (51:09) | 6:0 (1:0, 0:0, 5:0) Spielbericht | Slowenien | Palais de Sports, Megève Zuschauer: 526 |

| 15. Dezember 2009 20:00 Uhr | Frankreich N. Arrossamena (26:27) | 1:4 (0:0, 1:2, 0:2) Spielbericht | Japan S. Shigeno (21:10) T. Gorai (33:50) T. Gorai (48:50) S. Shigeno (59:53) | Patinoire Municipale, Saint-Gervais Zuschauer: 673 |

| 16. Dezember 2009 18:00 Uhr | Dänemark N. Jensen (0:52) P. Bjorkstrand (12:59) N. Jensen (20:53) S. Svendsen (25:13) A. Overmark Larsen (30:05) P. Bjorkstrand (34:04) A. Jensen (36:07) | 7:3 (2:1, 5:1, 0:1) Spielbericht | Ukraine O. Oganessian (14:38) O. Oganessian (32:04) M. Buzenko (48:35) | Patinoire Municipale, Saint-Gervais Zuschauer: 70 |

| 17. Dezember 2009 14:30 Uhr | Japan T. Gorai (29:38) | 1:4 (0:1, 1:0, 0:3) Spielbericht | Slowenien A. Kuralt (3:43) A. Zupančič (49:21) Ž. Grahut (52:58) G. Jordan (55:17) | Palais de Sports, Megève Zuschauer: 707 |

| 17. Dezember 2009 20:00 Uhr | Deutschland M. Plachta (5:24) J. Flaake (11:29) M. Plachta (29:26) J. Flaake (33:28) M. Höfflin (35:45) P. Riefers (39:37) | 6:2 (2:0, 4:1, 0:1) Spielbericht | Ukraine H. Kitscha (21:21) H. Kitscha (44:49) | Patinoire Municipale, Saint-Gervais Zuschauer: 52 |

| 17. Dezember 2009 20:00 Uhr | Dänemark M. Mieritz (1:20) S. Svendsen (1:54) M. Mieritz (3:46) N. Carlsen (19:34) J. Jensen Aabo (30:43) | 5:0 (4:0, 1:0, 0:0) Spielbericht | Frankreich | Palais des Sports, Megève Zuschauer: 850 |

| 18. Dezember 2009 20:00 Uhr | Frankreich N. Ritz (4:45) | 1:2 (1:0, 0:0, 0:2) Spielbericht | Deutschland D. Weiß (40:50) D. Weiß (48:27) | Palais des Sports, Megève Zuschauer: 1.057 |

| 19. Dezember 2009 20:00 Uhr | Slowenien A. Florjančič (55:36) K. Ograjenšek (PS) | 2:1 n. P. (0:0, 0:1, 1:0, 0:0, 1:0) Spielbericht | Ukraine O. Sadojenko (32:50) | Patinoire Municipale, Saint-Gervais Zuschauer: 80 |

| 19. Dezember 2009 20:00 Uhr | Dänemark S. Grønvaldt (16:41) J. Jensen Aabo (38:53) A. Jensen (45:46) S. Nielsen (46:45) A. Poulsen (47:41) N. Jensen (59:37) | 6:2 (1:0, 1:0, 4:2) Spielbericht | Japan R. Yamada (53:19) S. Shigeno (54:22) | Palais de Sports, Megève Zuschauer: 170 |

| 20. Dezember 2009 14:30 Uhr | Ukraine M. Buzenko (13:31) O. Sadojenko (22:17) M. Kwittschenko (39:02) O. Sadojenko (43:02) M. Kwittschenko (49:21) M. Buzenko (56:36) | 6:2 (1:1, 2:1, 3:0) Spielbericht | Japan S. Shigeno (14:59) S. Shigeno (21:12) | Patinoire Municipale, Saint-Gervais Zuschauer: 109 |

| 20. Dezember 2009 16:00 Uhr | Deutschland T. Rieder (11:11) P. Riefers (23:59) S. Fischhaber (29:43) T. Rieder (59:25) | 4:0 (1:0, 2:0, 1:0) Spielbericht | Dänemark | Palais des Sports, Megève Zuschauer: 402 |

| 20. Dezember 2009 20:00 Uhr | Frankreich M. Brachet (8:49) | 1:2 (1:0, 0:1, 0:1) Spielbericht | Slowenien M. Verlič (27:34) L. Ščap (46:18) | Palais des Sports, Megève Zuschauer: 1.418 |

| Pl. |             | Sp | S | OTS | OTN | N | Tore  | Punkte |
| 1.  | Deutschland | 5  | 5 | 0   | 0   | 0 | 27:03 | 15     |
| 2.  | Dänemark    | 5  | 4 | 0   | 0   | 1 | 21:09 | 12     |
| 3.  | Slowenien   | 5  | 2 | 1   | 0   | 2 | 08:12 | 8      |
| 4.  | Ukraine     | 5  | 1 | 0   | 1   | 3 | 15:23 | 4      |
| 5.  | Japan       | 5  | 1 | 0   | 0   | 4 | 09:26 | 3      |
| 6.  | Frankreich  | 5  | 1 | 0   | 0   | 4 | 09:16 | 3      |

Abkürzungen: Pl. = Platz, Sp = Spiele, S = Siege, OTS = Siege nach Verlängerung (Overtime) oder Penaltyschießen, OTN = Niederlagen nach Verlängerung oder Penaltyschießen, N = Niederlagen

Erläuterungen: Aufsteiger in die Top-Division, Absteiger in die Division II

#### Division-I-Siegermannschaft: Deutschland
| Division-I-Aufsteiger Deutschland | Konrad Abeltshauser, Dominik Bielke, Dominik Bittner, Thomas Brandl, Felix Brückmann, Benedikt Brückner, Laurin Braun, Florian Engel, Simon Fischhaber, Jerome Flaake, Maximilian Forster, Philipp Grubauer, Norman Hauner, Mirko Höfflin, Marco Nowak, Matthias Plachta, Tobias Rieder, Philip Riefers, Tim Schüle, Florian Strobl, Raphael Wagner, Daniel Weiß Trainer: Ernst Höfner |

### Gruppe B in Danzig, Polen
Die Weltmeisterschaft der Gruppe B in der Division I fand vom 14. bis zum 20. Dezember 2009 in Danzig in Polen statt. Alle Spiele wurden in der Hala Olivia mit 3.867 Plätzen ausgetragen.
| 14. Dezember 2009 13:00 Uhr | Italien L. Tauber (18:53) P. Mair (46:12) S. Kostner (PS) | 3:2 n. P. (1:2, 0:0, 1:0, 0:0, 1:0) Spielbericht | Belarus M. Charamanda (4:12) I. Rewenka (14:33) | Hala Olivia, Danzig Zuschauer: 150 |

| 14. Dezember 2009 16:30 Uhr | Kroatien D. Kanaet (44:55) | 1:10 (0:4, 0:2, 1:4) Spielbericht | Kasachstan N. Belgibajew (0:52) N. Belgibajew (7:06) M. Rachmanow (11:58) W. Fedossenko (17:27) A. Ignatenko (21:49) J. Popowitsch (36:10) W. Swistunow (46:51) K. Sawenkow (49:02) J. Popowitsch (53:33) A. Petrow (54:44) | Hala Olivia, Danzig Zuschauer: 100 |

| 14. Dezember 2009 20:00 Uhr | Polen M. Bepierszcz (7:24) K. Bryniczka (39:00) | 2:5 (1:2, 1:1, 0:2) Spielbericht | Norwegen H. K. Hollstedt (6:05) D. Sørvik (12:03) A. Martinsen (35:13) A. Martinsen (41:02) S. Winkler (51:31) | Hala Olivia, Danzig Zuschauer: 1.500 |

| 15. Dezember 2009 13:00 Uhr | Kasachstan N. Mokin (4:05) | 1:3 (1:0, 0:2, 0:1) Spielbericht | Italien S. Kostner (21:04) P. Canale (27:55) S. Kostner (46:41) | Hala Olivia, Danzig Zuschauer: 100 |

| 15. Dezember 2009 16:30 Uhr | Norwegen N. Bryhnisveen (5:54) P. Vik (10:20) J. D. Løvlie (12:04) J. Oppøyen (13:18) S. Olden (15:22) S. Winkler (19:50) F. Cisar (21:03) S. Olden (33:23) A. Martinsen (34:47) D. Sørvik (36:41) R. Juell (37:09) J. D. Løvlie (37:54) A. Martinsen (40:47) J. D. Løvlie (49:19) F. Sommerseth (49:37) R. Juell (52:16) S. Winkler (53:33) J. D. Løvlie (58:24) | 18:2 (6:1, 6:0, 6:1) Spielbericht | Kroatien M. Blagus (2:59) D. Kanaet (58:02) | Hala Olivia, Danzig Zuschauer: 75 |

| 15. Dezember 2009 20:00 Uhr | Belarus W. Bajarskich (7:11) S. Maljauka (22:46) M. Remjesau (47:09) A. Sjomatschkin (58:15) J. Salamonau (59:00) | 5:1 (1:1, 1:0, 3:0) Spielbericht | Polen A. Chmielewski (18:15) | Hala Olivia, Danzig Zuschauer: 1.200 |

| 17. Dezember 2009 13:00 Uhr | Belarus S. Maljauka (18:29) K. Brykun (22:50) | 2:3 n. P. (1:1, 1:1, 0:0, 0:0, 0:1) Spielbericht | Norwegen S. Olden (9:10) J. D. Løvlie (32:51) S. Winkler (PS) | Hala Olivia, Danzig Zuschauer: 100 |

| 17. Dezember 2009 16:30 Uhr | Kroatien B. Rendulić (45:02) | 1:2 (0:1, 0:0, 1:1) Spielbericht | Italien S. Ramoser (5:26) M. Presti (43:40) | Hala Olivia, Danzig Zuschauer: 150 |

| 17. Dezember 2009 20:00 Uhr | Kasachstan O. Astafjew (11:01) A. Petrow (33:20) A. Kasnazhjeijew (36:38) N. Belgibajew (45:41) A. Petrow (46:49) J. Popowitsch (48:17) | 6:3 (1:1, 2:1, 3:1) Spielbericht | Polen D. Maciejewski (15:04) D. Kapica (24:41) A. Chmielewski (51:01) | Hala Olivia, Danzig Zuschauer: 700 |

| 18. Dezember 2009 13:00 Uhr | Belarus M. Remjesau (1:10) S. Karolik (3:16) S. Bahalejscha (8:27) A. Katschan (9:29) S. Drosd (10:25) R. Malinouski (17:39) M. Remjesau (19:22) I. Rewenka (24:04) J. Salamonau (30:09) A. Katschan (31:23) M. Susla (35:26) S. Drosd (39:38) R. Malinouski (52:12) S. Drosd (54:41) A. Sjomatschkin (58:03) M. Remjesau (59:59) | 16:4 (7:0, 4:1, 4:3) Spielbericht | Kroatien P. Trstenjak (21:17) J. Žižanović (43:04) B. Rendulić (54:04) B. Rendulić (57:33) | Hala Olivia, Danzig Zuschauer: 100 |

| 18. Dezember 2009 16:30 Uhr | Norwegen J. D. Løvlie (2:06) A. Martinsen (2:40) J. Oppøyen (41:09) S. Winkler (59:59) | 4:2 (2:0, 0:2, 2:0) Spielbericht | Kasachstan A. Ignatenko (30:31) K. Sawenkow (31:58) | Hala Olivia, Danzig Zuschauer: 130 |

| 18. Dezember 2009 20:00 Uhr | Italien | 0:1 (0:0, 0:1, 0:0) Spielbericht | Polen D. Kapica (33:10) | Hala Olivia, Danzig Zuschauer: 600 |

| 20. Dezember 2009 13:00 Uhr | Kasachstan I. Ramasanow (50:52) | 1:5 (0:1, 0:3, 1:1) Spielbericht | Belarus S. Scheleh (12:14) A. Sjomatschkin (22:49) S. Drosd (25:37) W. Bajarskich (36:54) I. Rewenka (57:38) | Hala Olivia, Danzig Zuschauer: 70 |

| 20. Dezember 2009 16:30 Uhr | Norwegen R. Juell (22:49) S. Winkler (53:51) J. Erbe (55:20) | 3:0 (0:0, 1:0, 2:0) Spielbericht | Italien | Hala Olivia, Danzig Zuschauer: 400 |

| 20. Dezember 2009 20:00 Uhr | Polen J. Witecki (10:41) A. Chmielewski (13:46) B. Bychawski (19:09) P. Kmiecik (38:45) A. Chmielewski (59:54) | 5:6 (3:2, 1:1, 1:3) Spielbericht | Kroatien D. Kanaet (2:55) P. Trstenjak (18:15) M. Blagus (23:08) M. Blagus (43:41) B. Rendulić (49:07) N. Trstenjak (57:45) | Hala Olivia, Danzig Zuschauer: 1.000 |

| Pl. |            | Sp | S | OTS | OTN | N | Tore  | Punkte |
| 1.  | Norwegen   | 5  | 4 | 1   | 0   | 0 | 33:08 | 14     |
| 2.  | Belarus    | 5  | 3 | 0   | 2   | 0 | 30:12 | 11     |
| 3.  | Italien    | 5  | 2 | 1   | 0   | 2 | 08:08 | 8      |
| 4.  | Kasachstan | 5  | 2 | 0   | 0   | 3 | 20:16 | 6      |
| 5.  | Kroatien   | 5  | 1 | 0   | 0   | 4 | 14:51 | 3      |
| 6.  | Polen      | 5  | 1 | 0   | 0   | 4 | 12:22 | 3      |

Abkürzungen: Pl. = Platz, Sp = Spiele, S = Siege, OTS = Siege nach Verlängerung (Overtime) oder Penaltyschießen, OTN = Niederlagen nach Verlängerung oder Penaltyschießen, N = Niederlagen

Erläuterungen: Aufsteiger in die Top-Division, Absteiger in die Division II

#### Division-I-Siegermannschaft: Norwegen
| Division-I-Aufsteiger Norwegen | Robin Andersen, Nicolai Bryhnisveen, Fredrik Csisar, Joakim Erbe, Marius Gundersrud, Hans Kristian Hollstedt, Henrik Holm, Rasmus Juell, Fredrik Lystad Jacobsen, Jonas Djupvik Løvlie, Andreas Martinsen, Sondre Olden, Andreas Øksnes, Mats Rosseli Olsen, Jonas Oppøyen, Fredrik Sommerseth, Daniel Sørvik, Andreas Stene, Villiam Strøm, Petter Vik, Lars Volden, Scott Winkler Trainer: Geir Hoff |

### Auf- und Abstieg
| Absteiger in die Division I:    | Lettland, Österreich    |
| Aufsteiger in die Top-Division: | Deutschland, Norwegen   |
| Absteiger in die Division II:   | Frankreich, Polen       |
| Aufsteiger in die Division I:   | Großbritannien, Litauen |

## Division II

### Gruppe A in Debrecen, Ungarn
Das Turnier der Gruppe A in der Division II fand vom 13. bis zum 19. Dezember 2009 in Debrecen in Ungarn statt. Die Spiele wurden in der Arena Főnix Csarnok ausgetragen, die Platz für 8.500 Zuschauer bietet.
| 13. Dezember 2009 13:00 Uhr | Großbritannien | 8:0 (2:0, 3:0, 3:0) Spielbericht | Volksrepublik China | Főnix Csarnok, Debrecen Zuschauer: 102 |

| 13. Dezember 2009 16:30 Uhr | Südkorea | 12:0 (6:0, 3:0, 3:0) Spielbericht | Mexiko | Főnix Csarnok, Debrecen Zuschauer: 163 |

| 13. Dezember 2009 20:00 Uhr | Ungarn | 8:2 (5:0, 2:1, 1:1) Spielbericht | Spanien | Főnix Csarnok, Debrecen Zuschauer: 565 |

| 14. Dezember 2009 13:00 Uhr | Großbritannien | 7:1 (1:1, 4:0, 2:0) Spielbericht | Südkorea | Főnix Csarnok, Debrecen Zuschauer: 135 |

| 14. Dezember 2009 16:30 Uhr | Spanien | 12:1 (2:0, 8:1, 2:0) Spielbericht | Volksrepublik China | Főnix Csarnok, Debrecen Zuschauer: 125 |

| 14. Dezember 2009 20:00 Uhr | Ungarn | 28:0 (10:0, 11:0, 7:0) Spielbericht | Mexiko | Főnix Csarnok, Debrecen Zuschauer: 590 |

| 16. Dezember 2009 13:00 Uhr | Volksrepublik China | 6:3 (2:0, 2:2, 2:1) Spielbericht | Mexiko | Főnix Csarnok, Debrecen Zuschauer: 115 |

| 16. Dezember 2009 16:30 Uhr | Großbritannien | 6:5 n. V. (2:2, 1:2, 2:1, 1:0) Spielbericht | Spanien | Főnix Csarnok, Debrecen Zuschauer: 105 |

| 16. Dezember 2009 20:00 Uhr | Südkorea | 0:6 (0:3, 0:2, 0:1) Spielbericht | Ungarn | Főnix Csarnok, Debrecen Zuschauer: 725 |

| 18. Dezember 2009 13:00 Uhr | Spanien | 5:2 (2:0, 1:0, 2:2) Spielbericht | Südkorea | Főnix Csarnok, Debrecen Zuschauer: 105 |

| 18. Dezember 2009 16:30 Uhr | Mexiko | 1:25 (0:9, 0:15, 1:1) Spielbericht | Großbritannien | Főnix Csarnok, Debrecen Zuschauer: 155 |

| 18. Dezember 2009 20:00 Uhr | Volksrepublik China | 1:20 (1:6, 0:7, 0:7) Spielbericht | Ungarn | Főnix Csarnok, Debrecen Zuschauer: 320 |

| 19. Dezember 2009 13:00 Uhr | Mexiko | 0:6 (0:2, 0:2, 0:2) Spielbericht | Spanien | Főnix Csarnok, Debrecen Zuschauer: 105 |

| 19. Dezember 2009 16:30 Uhr | Ungarn | 4:5 n. P. (1:2, 2:2, 1:0, 0:0, 0:1) Spielbericht | Großbritannien | Főnix Csarnok, Debrecen Zuschauer: 1.645 |

| 19. Dezember 2009 20:00 Uhr | Südkorea | 5:0 (2:0, 1:0, 2:0) Spielbericht | Volksrepublik China | Főnix Csarnok, Debrecen Zuschauer: 105 |

| Pl. |                     | Sp | S | OTS | OTN | N | Tore  | Punkte |
| 1.  | Großbritannien      | 5  | 3 | 2   | 0   | 0 | 51:11 | 13     |
| 2.  | Ungarn              | 5  | 4 | 0   | 1   | 0 | 66:08 | 13     |
| 3.  | Spanien             | 5  | 3 | 0   | 1   | 1 | 30:17 | 10     |
| 4.  | Südkorea            | 5  | 2 | 0   | 0   | 3 | 20:18 | 6      |
| 5.  | Volksrepublik China | 5  | 1 | 0   | 0   | 4 | 08:48 | 3      |
| 6.  | Mexiko              | 5  | 0 | 0   | 0   | 5 | 04:73 | 0      |

Abkürzungen: Pl. = Platz, Sp = Spiele, S = Siege, OTS = Siege nach Verlängerung (Overtime) oder Penaltyschießen, OTN = Niederlagen nach Verlängerung oder Penaltyschießen, N = Niederlagen

Erläuterungen: Aufsteiger in die Division I, Absteiger in die Division III

### Gruppe B in Narva, Estland
Vom 12. bis zum 18. Dezember 2009 fand die Weltmeisterschaft der Gruppe B in der Division II in Narva in Estland statt. Austragungsort der Spiele war die Narva Jäähall mit 1.500 Plätzen.
| 12. Dezember 2009 13:00 Uhr | Rumänien | 5:3 (0:1, 1:2, 4:0) Spielbericht | Belgien | Narva Jäähall, Narva Zuschauer: 115 |

| 12. Dezember 2009 16:30 Uhr | Litauen | 5:1 (0:1, 3:0, 2:0) Spielbericht | Serbien | Narva Jäähall, Narva Zuschauer: 125 |

| 12. Dezember 2009 20:00 Uhr | Niederlande | 5:3 (2:2, 2:0, 1:1) Spielbericht | Estland | Narva Jäähall, Narva Zuschauer: 1.000 |

| 13. Dezember 2009 13:00 Uhr | Serbien | 3:5 (0:3, 0:1, 3:1) Spielbericht | Rumänien | Narva Jäähall, Narva Zuschauer: 107 |

| 13. Dezember 2009 16:30 Uhr | Litauen | 6:1 (2:0, 3:1, 1:0) Spielbericht | Niederlande | Narva Jäähall, Narva Zuschauer: 307 |

| 13. Dezember 2009 20:00 Uhr | Estland | 4:5 n. P. (1:2, 2:1, 1:1, 0:0, 0:1) Spielbericht | Belgien | Narva Jäähall, Narva Zuschauer: 750 |

| 15. Dezember 2009 13:00 Uhr | Litauen | 9:5 (4:2, 2:0, 3:3) Spielbericht | Rumänien | Narva Jäähall, Narva Zuschauer: 115 |

| 15. Dezember 2009 16:30 Uhr | Niederlande | 5:1 (2:1, 2:0, 1:0) Spielbericht | Belgien | Narva Jäähall, Narva Zuschauer: 135 |

| 15. Dezember 2009 20:00 Uhr | Estland | 4:5 n. P. (1:1, 1:1, 2:2, 0:0, 0:1) Spielbericht | Serbien | Narva Jäähall, Narva Zuschauer: 467 |

| 16. Dezember 2009 13:00 Uhr | Serbien | 5:10 (0:1, 3:4, 2:5) Spielbericht | Niederlande | Narva Jäähall, Narva Zuschauer: 115 |

| 16. Dezember 2009 16:30 Uhr | Belgien | 2:7 (1:1, 1:4, 0:2) Spielbericht | Litauen | Narva Jäähall, Narva Zuschauer: 135 |

| 16. Dezember 2009 20:00 Uhr | Rumänien | 2:1 n. P. (1:0, 0:1, 0:0, 0:0, 1:0) Spielbericht | Estland | Narva Jäähall, Narva Zuschauer: 558 |

| 18. Dezember 2009 13:00 Uhr | Belgien | 4:3 (1:1, 1:2, 2:0) Spielbericht | Serbien | Narva Jäähall, Narva Zuschauer: 204 |

| 18. Dezember 2009 16:30 Uhr | Niederlande | 5:4 (3:1, 1:0, 1:2) Spielbericht | Rumänien | Narva Jäähall, Narva Zuschauer: 123 |

| 18. Dezember 2009 20:00 Uhr | Estland | 3:7 (0:3, 2:3, 1:1) Spielbericht | Litauen | Narva Jäähall, Narva Zuschauer: 678 |

| Pl. |             | Sp | S | OTS | OTN | N | Tore  | Punkte |
| 1.  | Litauen     | 5  | 5 | 0   | 0   | 0 | 34:12 | 15     |
| 2.  | Niederlande | 5  | 4 | 0   | 0   | 1 | 26:19 | 12     |
| 3.  | Rumänien    | 5  | 2 | 1   | 0   | 2 | 21:21 | 8      |
| 4.  | Belgien     | 5  | 1 | 1   | 0   | 3 | 15:21 | 5      |
| 5.  | Estland     | 5  | 0 | 0   | 3   | 2 | 15:24 | 3      |
| 6.  | Serbien     | 5  | 0 | 1   | 0   | 4 | 17:28 | 2      |

Abkürzungen: Pl. = Platz, Sp = Spiele, S = Siege, OTS = Siege nach Verlängerung (Overtime) oder Penaltyschießen, OTN = Niederlagen nach Verlängerung oder Penaltyschießen, N = Niederlagen

Erläuterungen: Aufsteiger in die Division I, Absteiger in die Division III

### Auf- und Abstieg
| Absteiger in die Division II:  | Frankreich, Polen       |
| Aufsteiger in die Division I:  | Großbritannien, Litauen |
| Absteiger in die Division III: | Mexiko, Serbien         |
| Aufsteiger in die Division II: | Australien, Island      |

## Division III
Das Turnier der Division III wurde vom 4. bis zum 10. Januar 2010 in der türkischen Metropole Istanbul ausgetragen.

### Vorrunde

#### Gruppe A
| 4. Januar 2010 13:00 Uhr | Australien | 11:1 (4:1, 2:0, 5:0) Spielbericht | Bulgarien | Silivrikapı Buz Pateni Salonu, Istanbul Zuschauer: 350 |

| 6. Januar 2010 13:00 Uhr | Bulgarien | 1:5 (0:2, 0:0, 1:3) Spielbericht | Neuseeland | Silivrikapı Buz Pateni Salonu, Istanbul Zuschauer: 350 |

| 7. Januar 2010 13:00 Uhr | Neuseeland | 1:5 (0:1, 0:4, 1:0) Spielbericht | Australien | Silivrikapı Buz Pateni Salonu, Istanbul Zuschauer: 360 |

| Pl. |            | Sp | S | OTS | OTN | N | Tore  | Punkte |
| 1.  | Australien | 2  | 2 | 0   | 0   | 0 | 16:02 | 6      |
| 2.  | Neuseeland | 2  | 1 | 0   | 0   | 1 | 06:06 | 3      |
| 3.  | Bulgarien  | 2  | 0 | 0   | 0   | 2 | 02:16 | 0      |

Abkürzungen: Pl. = Platz, Sp = Spiele, S = Siege, OTS = Siege nach Verlängerung (Overtime) oder Penaltyschießen, OTN = Niederlagen nach Verlängerung oder Penaltyschießen, N = Niederlagen

Erläuterungen: Finalrundenqualifikant, Platzierungsrundenqualifikant

#### Gruppe B
| 4. Januar 2010 16:30 Uhr | Island | 11:1 (3:0, 5:0, 3:1) Spielbericht | Republik China (Taiwan) | Silivrikapı Buz Pateni Salonu, Istanbul Zuschauer: 320 |

| 4. Januar 2010 20:00 Uhr | Türkei | 3:8 (0:3, 1:1, 2:4) Spielbericht | Nordkorea | Silivrikapı Buz Pateni Salonu, Istanbul Zuschauer: 400 |

| 6. Januar 2010 16:30 Uhr | Nordkorea | 3:6 (1:2, 0:3, 2:1) Spielbericht | Island | Silivrikapı Buz Pateni Salonu, Istanbul Zuschauer: 380 |

| 6. Januar 2010 20:00 Uhr | Türkei | 4:7 (0:3, 3:3, 1:1) Spielbericht | Republik China (Taiwan) | Silivrikapı Buz Pateni Salonu, Istanbul Zuschauer: 420 |

| 7. Januar 2010 16:30 Uhr | Republik China (Taiwan) | 4:7 (2:2, 1:2, 1:3) Spielbericht | Nordkorea | Silivrikapı Buz Pateni Salonu, Istanbul Zuschauer: 380 |

| 7. Januar 2010 20:00 Uhr | Island | 8:2 (3:0, 3:2, 2:0) Spielbericht | Türkei | Silivrikapı Buz Pateni Salonu, Istanbul Zuschauer: 450 |

| Pl. |                         | Sp | S | OTS | OTN | N | Tore  | Punkte |
| 1.  | Island                  | 3  | 3 | 0   | 0   | 0 | 25:06 | 9      |
| 2.  | Nordkorea               | 3  | 2 | 0   | 0   | 1 | 18:13 | 6      |
| 3.  | Republik China (Taiwan) | 3  | 1 | 0   | 0   | 2 | 12:22 | 3      |
| 4.  | Türkei                  | 3  | 0 | 0   | 0   | 3 | 09:23 | 0      |

Abkürzungen: Pl. = Platz, Sp = Spiele, S = Siege, OTS = Siege nach Verlängerung (Overtime) oder Penaltyschießen, OTN = Niederlagen nach Verlängerung oder Penaltyschießen, N = Niederlagen

Erläuterungen: Finalrundenqualifikant, Platzierungsrundenqualifikant

### Platzierungsrunde 5 bis 7
|  | Platzierungsrunde 5 bis 7 | Platzierungsrunde 5 bis 7 | Platzierungsrunde 5 bis 7 |  |  | Spiel um Platz 5 | Spiel um Platz 5        | Spiel um Platz 5 |
|  |                           |                           |                           |  |  |                  |                         |                  |
|  |                           |                           |                           |  |  |                  |                         |                  |
|  | B3                        | Republik China (Taiwan)   |                           |  |  |                  |                         |                  |
|  |                           | Freilos                   |                           |  |  |                  |                         |                  |
|  |                           |                           |                           |  |  | B3               | Republik China (Taiwan) | 6                |
|  |                           |                           |                           |  |  | B4               | Türkei                  | 3                |
|  | A3                        | Bulgarien                 | 7                         |  |  |                  |                         |                  |
|  | B4                        | Türkei                    | 8                         |  |  |                  |                         |                  |
|  |                           |                           |                           |  |  |                  |                         |                  |

Qualifikation zum Spiel um Platz 5
| 9. Januar 2010 13:00 Uhr | Bulgarien | 7:8 (3:4, 2:3, 2:1) Spielbericht | Türkei | Silivrikapı Buz Pateni Salonu, Istanbul Zuschauer: 480 |

Spiel um Platz 5
| 10. Januar 2010 13:00 Uhr | Republik China (Taiwan) | 6:3 (2:2, 2:0, 2:1) Spielbericht | Türkei | Silivrikapı Buz Pateni Salonu, Istanbul Zuschauer: 460 |

### Finalrunde
Der Teilnehmer des Endspiels stiegen in die Division II auf.

|  | Halbfinale | Halbfinale | Halbfinale |                  |  | Finale | Finale     | Finale |
|  |            |            |            |                  |  |        |            |        |
|  |            |            |            |                  |  |        |            |        |
|  | B1         | Island     | 4          |                  |  |        |            |        |
|  | A2         | Neuseeland | 0          |                  |  | B1     | Island     | 1      |
|  |            |            |            |                  |  | A1     | Australien | 3      |
|  |            |            |            |                  |  |        |            |        |
|  |            |            |            | Spiel um Platz 3 |  |        |            |        |
|  | A1         | Australien | 4          |                  |  |        |            |        |
|  | B2         | Nordkorea  | 3          |                  |  | A2     | Neuseeland | 5      |
|  |            |            |            |                  |  | B2     | Nordkorea  | 6      |
|  |            |            |            |                  |  |        |            |        |

Halbfinale
| 9. Januar 2010 16:30 Uhr | Island | 4:0 (2:0, 2:0, 0:0) Spielbericht | Neuseeland | Silivrikapı Buz Pateni Salonu, Istanbul Zuschauer: 410 |

| 9. Januar 2010 20:00 Uhr | Australien | 4:3 n. V. (1:0, 2:2, 0:1, 1:0) Spielbericht | Nordkorea | Silivrikapı Buz Pateni Salonu, Istanbul Zuschauer: 420 |

Spiel um Platz 3
| 10. Januar 2010 16:30 Uhr | Neuseeland | 5:6 n. V. (1:0, 2:4, 2:1, 0:1) Spielbericht | Nordkorea | Silivrikapı Buz Pateni Salonu, Istanbul Zuschauer: 450 |

Finale
| 10. Januar 2010 20:00 Uhr | Island | 1:3 (0:1, 0:2, 1:0) Spielbericht | Australien | Silivrikapı Buz Pateni Salonu, Istanbul Zuschauer: 480 |

### Abschlussplatzierungen
| Pl. | Team                    |
| --- | ----------------------- |
| 1   | Australien              |
| 2   | Island                  |
| 3   | Nordkorea               |
| 4   | Neuseeland              |
| 5   | Republik China (Taiwan) |
| 6   | Türkei                  |
| 7   | Bulgarien               |

### Auf- und Abstieg
| Absteiger in die Division III: | Mexiko, Serbien    |
| Aufsteiger in die Division II: | Australien, Island |